# Оскар (мережа кінотеатрів)
«Кінотеатр Оскар» — мережа кінотеатрів Києва. Мережа включає два кінотеатри розташованих у ТЦ «Dream Town» (50°30′21.8″ пн. ш. 30°29′54.2″ сх. д. / 50.506056° пн. ш. 30.498389° сх. д.) та ТЦ «Gulliver» (50°26′19.5″ пн. ш. 30°31′24.1″ сх. д. / 50.438750° пн. ш. 30.523361° сх. д.). Кінотеатр «Оскар» у ТЦ «Dream Town» було відкрито у грудні 2009 року. Кінотеатр «Оскар» у ТЦ «Gulliver» було відкрито у березні 2014 року. Разом у обох розташуваннях кінотеатр Оскар має 14 кінозалів.

## Список кінотеатрів
- Кінотеатр Оскар у ТЦ «Dream Town». Кінотеатр містить 8 кінозалів (вміщує 968 глядачів): Дві 3D кінозали — по 247 місць кожний. Три кінозали 2D — по 133 місця кожний. Три кінозали 2D — по 104 місця кожний.
- Кінотеатр Оскар у ТЦ «Gulliver». Кінотеатр містить 6 кінозалів (вміщає 1086 глядачів): 3 зали вміщують по 207 глядачів, прем'єрна зала — 221 місце, зала для 201 глядача та VIP-зала на 46 місць

## Власники
Власниками мережі кінотеатрів Оскар є Олександр Ткаченко та Ірина Зоря.